# Aleksandr Szochin
Aleksandr Nikołajewicz Szochin (ur. 1951 w obwodzie archangielskim), wicepremier Rosji w latach 1991–1992, 1992–1993 i 1993–1994.
Absolwent wydziału ekonomii Uniwersytetu Moskiewskiego. Doktor ekonomii, profesor, nauczyciel akademicki i członek Rosyjskiej Akademii Nauk Przyrodniczych. Od 1987 do 1991 doradca ministra spraw zagranicznych ds. ekonomicznych i szef Zarządu Współpracy Gospodarczej z Zagranicą MSZ ZSRR. W 1991 dyrektor Instytutu Problemów Zatrudnienia Akademii Nauk ZSRR oraz Państwowego Komitetu Pracy ZSRR. Minister pracy RFSRR (Republiki Federalnej Socjalistycznych Republik Radzieckich). Od 1991 do 1992 zastępca premiera Federacji Rosyjskiej ds. polityki społecznej i minister pracy i zatrudnienia. Od 1992 do 1994 prezes Rosyjskiej Agencji Współpracy Międzynarodowej i Rozwoju. W 1993 przewodniczący Rady ds. Współpracy z Międzynarodowymi Organizacjami Finansowymi. Od 1993 przewodniczący rady Państwowej Korporacji Inwestycyjnej i przewodniczący Komitetu Konsultacyjno-Koordynacyjnego WNP. Od 1994 minister gospodarki. Deputowany do Dumy Państwowej.